# Brezovička
Brezovička (německy Hamburk, někdy také Hamborg, Hamborek, Hamburek; maďarsky Hámbor) je obec na Slovensku v okrese Sabinov v Prešovském kraji. Žije v ní 416 obyvatel.

## Pamětihodnosti
- Zaniklá vesnice ze 12.–13. století (tzv. Basarův kostelík)
- Zaniklý klášter, založený ve 13. století
- Zaniklý hrad Hamborek ze 13.–14. století
- Klasicistní kostel svatého Martina, založený ve 13. století

## Rodáci
- Henrich Berzeviczy (1652–1713), matematik
- Koloman Gajan (1918–2011), historik